# Cristóbal Garcés Larrea
Cristóbal Garcés Larrea (Guayaquil, 20 aprile 1924 – Guayaquil, 9 maggio 2017) è stato un poeta e critico letterario ecuadoriano.
La sua produzione poetica è poco nota, forse perché ancora manca una raccolta organica delle sue composizioni, disperse tra varie riviste e antologie su cui sono apparse a partire dal 1939. È più conosciuto come curatore di antologie di letteratura del Centro e Sudamerica.
Il talento letterario di Garcés cominciò a manifestarsi verso la fine degli anni trenta, mentre era studente alle superiori, quando fu premiato in vari concorsi di poesia e composizione. Assieme ad alcuni compagni di scuola, tra cui il futuro poeta Tomás Pantaleón, fondò il periodico studentesco Nosotros ("noi") che raggiunse una certa notorietà a Guayaquil. Le sue prime poesie vennero pubblicate nella pagina letteraria de El Telégrafo nel 1939.
Nel 1943 si iscrisse alla facoltà di giurisprudenza dell'Università di Cuenca, per poi trasferirsi l'anno dopo a Quito all'Università Centrale. Il suo interesse principale rimaneva comunque la poesia. In entrambe le città frequentò assiduamente gli ambienti intellettuali, partecipò a diversi concorsi (tra cui la I Esposizione del poema murale giovanile, dove due sue composizioni vennero illustrate dai muralisti Jorge Sweet e Eduardo Kingman), collaborò a riviste letterarie e prese parte ad  iniziative culturali.
Nel 1944 Benjamín Carrión fondò la Casa de la Cultura Ecuatoriana (CCE), la  "casa della cultura ecuadoriana", un progetto culturale di ampio respiro che richiamò a Quito numerosi intellettuali da tutto il paese. Una delle prime iniziative fu la pubblicazione della Antología de la nueva poesía nella rivista Oasis. Era una raccolta di opere di giovani poeti ecuadoriani, e vi apparvero diverse composizioni di Garcés.
Nel 1945 Garcés abbandonò gli studi di diritto, e ritornò a Guayaquil. Si dedicò a tempo pieno a promuovere le attività culturali con conferenze e recital, e collaborò con il Núcleo de la Casa de la Cultura, la sezione locale della Casa della Cultura fondata a Quito. Nel 1948 diventò segretario dell'organo ufficiale del Nucleo, la rivista Cuadernos del Guayas.
Dopo aver intrapreso la carriera di insegnante, nel 1954 tornò all'università, stavolta alla facoltà di Lettere e Filosofia. Si laureò con ottimi voti, al punto da meritarsi il "Premio Contenta", assegnato dalla Università di Guayaquil al miglior laureato di ogni facoltà.
Dopo la laurea continuò la sua attività di insegnante, intensificando contemporaneamente l'opera di raccolta e promozione della letteratura ecuadoriana e letteratura americana di lingua spagnola in generale. Nel 1967 l'Università delle Ande di Mérida, in Venezuela, pubblicò un suo saggio intitolato Una visión de la poesía contemporánea ecuatoriana.
Negli anni settanta collaborò con la casa editoriale Ariel, per cui realizzò varie raccolte di opere di autori contemporanei centro e sudamericani. Nel 1973 pubblicò Narradores centroamericanos contemporáneos e nel 1974 Antología poética hispanoamericana, che ebbero grande diffusione in tutto il continente.
Nel 1976 fu il curatore del volume Madrugada: Una antologia de la poesía ecuatoriana, edito dalla Casa de la Cultura Núcleo del Guayas. Per la raccolta Garcés selezionò quelle che riteneva le composizioni migliori dei poeti della sua generazione. Il nome Madrugada era quello di un gruppo fondato a Quito nel 1945 da alcuni giovani scrittori, che Garcés aveva avuto modo di frequentare mentre era studente universitario nella capitale.
Negli anni ottanta e novanta, pur riducendo l'attività editoriale, continuò a partecipare a iniziative culturali e a convegni in tutto il continente americano.